# 圖爾蘇諾伊·賽伊達茲莫娃
圖爾蘇諾伊·賽伊達茲莫娃（1911年—1928年5月10日）是乌兹别克苏维埃社会主义共和国早年的一位女演員，為烏茲別克最早在舞台上不著面罩演出的女演員之一，在事業剛起步時被其丈夫以名譽殺人為由殺害。

## 演藝事業
賽伊達茲莫娃於1911年生於塔什干（當時屬俄罗斯帝国突厥斯坦總督區錫爾河州），1924年至1927年在莫斯科的烏茲別克戲劇工作室師從劇作家哈姆扎·尼亚兹學習戲劇，1927年加入烏茲別克國家戲劇院演出，負責許多戲劇的演唱，包括〈欽差大臣〉中的瑪麗亞·安東諾娃、〈杜蘭朵公主〉中的杜蘭朵公主等，因歌唱天賦了得而在同事間有「烏茲別克夜鶯」的稱號。她在歌劇〈哈利瑪〉（Halima）中詮釋哈利瑪的角色，開啟了烏茲別克音樂劇的一個新階段。

## 遇害
1928年5月賽伊達茲莫娃被其丈夫以「公開露面演出使其家族蒙羞」為由在布哈拉連刺數刀殺害，烏茲別克戲劇界均深切哀悼。尼亚兹在其葬禮上朗誦悼詞，並寫了一篇詩作"Тursunoi Marsiyasi"紀念，稱她為「藝術的殉道者」。至今賽伊達茲莫娃仍知名於烏茲別克戲劇界。